# Olympische Jugend-Sommerspiele 2014/Teilnehmer (Jamaika)
| Gelbes Symbol für Goldmedaillen mit stilisierten Olympischen Ringen | Graues Symbol für Silbermedaillen mit stilisierten Olympischen Ringen | Braundes Symbol für Bronzemedaillen mit stilisierten Olympischen Ringen |
| ------------------------------------------------------------------- | --------------------------------------------------------------------- | ----------------------------------------------------------------------- |
| 3                                                                   | 1                                                                     | —                                                                       |

Die Jugend-Olympiamannschaft aus Jamaika für die II. Olympischen Jugend-Sommerspiele vom 16. bis 28. August 2014 in Nanjing (Volksrepublik China) bestand aus 20 Athleten.

## Athleten nach Sportarten

### Beachvolleyball
Jungen
- Shavar Bryan
- Rojey Hutchinson
31. Platz

### Fechten
Mädchen
- Tia Simms-Lymn
Degen Einzel: 7. Platz
Mixed: 5. Platz (im Team Amerika 2)

### Leichtathletik
| Mädchen - Shanice Reid 100 m: 9. Platz 8 × 100 m Mixed: 12. Platz - Natalliah Whyte 200 m: Gold 8 × 100 m Mixed: 28. Platz - Tiffany James 400 m: 10. Platz 8 × 100 m Mixed: 18. Platz - Junelle Bromfield 800 m: 15. Platz 8 × 100 m Mixed: 16. Platz - Janeek Brown 100 m Hürden: 6. Platz 8 × 100 m Mixed: 58. Platz - Shenice Cohen 400 m Hürden: 7. Platz 8 × 100 m Mixed: 9. Platz - Janell Fullerton Diskuswurf: 9. Platz 8 × 100 m Mixed: 14. Platz | Jungen - Raheem Chambers 100 m: DNF 8 × 100 m Mixed: 27. Platz - Chad Walker 200 m: disqualifiziert (Finallauf) 8 × 100 m Mixed: 50. Platz - Martin Manley 400 m: Gold 8 × 100 m Mixed: 14. Platz - Jaheel Hyde 110 m Hürden: Gold 8 × 100 m Mixed: 4. Platz - Lushane Wilson Hochsprung: 5. Platz 8 × 100 m Mixed: 65. Platz - O’Brien Wasome Weitsprung: Silber 8 × 100 m Mixed: DNF - Jordan Scott Dreisprung: 5. Platz 8 × 100 m Mixed: 33. Platz - Vashon McCarthy Diskuswurf: 10. Platz |

### Schwimmen
Jungen
- Sidrell Williams
50 m Freistil: 29. Platz
50 m Schmetterling: 35. Platz
100 m Schmetterling: 22. Platz
- Tim Wynter
50 m Rücken: 26. Platz
100 m Rücken: 33. Platz
200 m Rücken: DNS